# デビッド・ストーン
デビッド・ストーン（David Stone, 本名:David Muller, 1972年8月14日 -）はフランスのプロマジシャン。主にクロースアップ・マジックを演じる。
パフォーマーとしてだけでなく、マジックビデオのプロデューサーとしても活躍している。

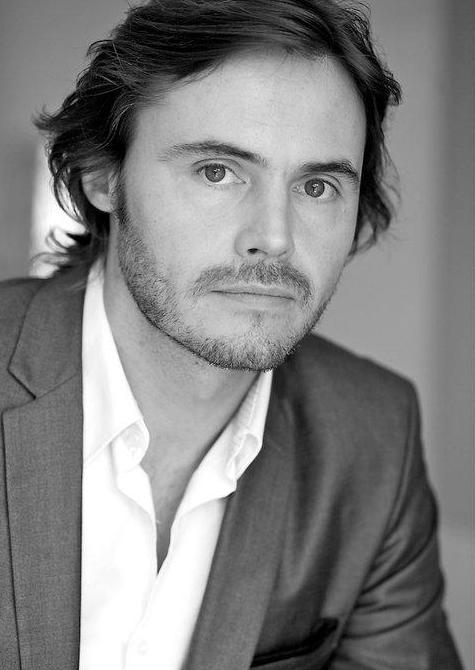
thumb David Stone, Paris.

## 人物・経歴
イル＝ド＝フランス地域圏のオーボンヌ（Eaubonne）生まれ。19歳の頃に高校の友達の影響でマジックと出会う。実際にマジシャンとしてのキャリアをスタートさせたのは22歳からである。
フランス、アミアンの大学で哲学を学び、学士を取得。この頃、プロマジシャンになることを決意する。その後、サントロペにあるリヴィエラの名門レストラン La Voile Rouge で7年間演技し、そこでマジシャンとして多くのことを学ぶ。
1995年、フランスのマジシャンであるステファン・ジャードネット(Stephane Jardonnet)と知り合う。同年彼はデビッドのビデオ(Basic Coin magic vol.1)をプロデュースする。同ビデオは史上初めてアメリカ市場で売り出されたフランスのレクチャービデオとなり、40カ国で通算28000タイトル以上を売り上げる大ヒットを記録する。 
このビデオの影響でデビッド・ストーンは世界中のプロマジシャンから知られるところとなり、その結果、1999年以降、19カ国ものマジックコンベンションでテーブル・ホッピングのレクチャーを行い、国際的にも有名なフランス人マジシャンとなる。
2001年には、マジシャンでもあり、DVDプロデューサーでもあるジャン・リュック・ベルトランド(Jean-Luc Bertrand)と出会い、二人の初の共同作品となるショートフィルム(DVD“The Real Secrets Of Magic Vol.1”に収録)を製作する。このショートフィルムは2006年にラスベガスで行われたAOI Magic Film Festivalで1位を獲得する。
2003年、FFFF (Fechter's Finger-Flicking Frolic) のコンベンションで最優秀パフォーマー（MVP）に選ばれる。
2005年にフランスで発行された著書 Close-up : The real secrets of magic は同国でベストセラーとなり、発売から15日で完売する。この書籍が映像化されたDVD“The Real Secrets Of Magic”(2006)も評価は高く、雑誌Genii Magazine（アメリカ）,Magie Magazine(ドイツ)のBest Magic DVD 2006に選ばれている。
2002年と2007年に来日。

## 受賞歴
- 1995年 Diavol Grand Prix - Diavol Prize 受賞
- 1996年 3月 Gold Dove Award 1996 クロースアップ部門 優勝
- 1996年 11月 Grand Prix 南アメリカ大会(キューバ、ラストゥナス開催) 優勝
- 2006年 8月 第23回 FISM ストックホルム大会 ミクロ・マジック（クロースアップ）部門 3位

## 著書
- Mietek (1998)
- Secrets of table hopping (1999)
- Light my Fire (1999)
- X rated (2000)
- Made in France (2001)
- Cocoon (2002)
- Close-up : The real secrets of magic (2005)

## ビデオ・DVD
- Basic coin magic (1995) - Stephane Jardonnet Productions
- Generation Imagik Vol. 2 (1996) - Joker Deluxe Productions
- Coin Magic Vol. 2 (1997) - Stephane Jardonnet Productions/David Stone
- David Stone’s fabulous close-up lecture (1999) - International magic
- Quit smoking (2001) - Magic Boutique
- Live in Boston (2002) - MagicZoom Entertainment
- Best of the best Vol. 11 (2003) - International Magicians Society
- Best of the best Vol. 12 (2003) - International Magicians Society
- Best of the best Vol. 13 (2003) - International Magicians Society
- Live at FFFF (2004) - MagicZoom Entertainment
- The real secrets of magic Vol. 1 (2006) - MagicZoom Entertainment/Close-up Magic
- The real secrets of magic Vol. 2 (2007) - MagicZoom Entertainment/Close-up Magic
- Cell (2008) - MagicZoom Entertainment/Bonne Nouvelle Production
- Window (2009) - MagicZoom Entertainment/Close-up Magic
- The Real Secrets of David Stone (2010) - MagicZoom Entertainment/Close-up Magic
- Tool (2011) - MagicZoom Entertainment
- Reel Magic (2012) - Issue n° 30 - Kozmo Magic

## Productions
- Co-producer of Yannick Chretien (2009) - MagicZoom Entertainment/Close-up Magic
- Co-producer of Nestor Hato (2008) - MagicZoom Entertainment/Close-up Magic